# Exile (альбом Гэри Ньюмана)
Exile (с англ. — «Изгнание») — тринадцатый студийный альбом британского музыканта Гэри Ньюмана, выпущенный 20 октября 1997 года лейблом Eagle Records. Релиз альбома продолжил критический подъём в карьере Ньюмана, который начался тремя годами ранее с выпуска пластинки Sacrifice и который был усилен выпуском трибьют-альбома Random ранее в 1997 году.

## Об альбоме

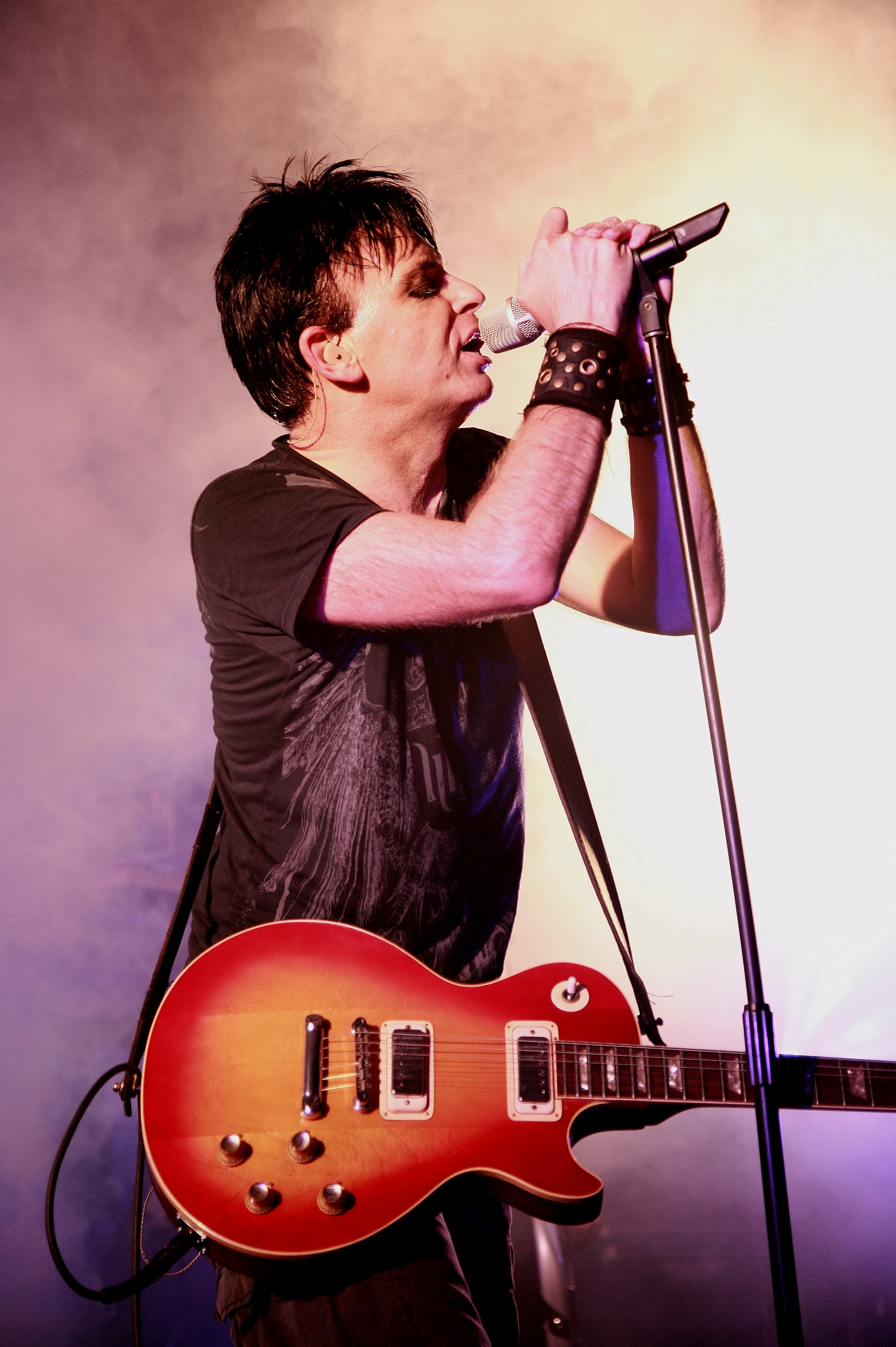
Будущая жена Ньюмана, Джемма, поощряла его избавиться от влияния последних лет. Ньюман переоценил свою карьеру и повернул её в более жёсткое, индустриальное направление, написав песни для альбома Sacrifice и Exile, на котором впервые сам сыграл почти на всех инструментах

### Концепция
Exile следует свободной концепции, а именно, что Бог и Дьявол были не противоположностями, а двумя сторонами одной медали. Каждая композиция отражала какой-то аспект этой предпосылки. В отличие от Sacrifice, тема Ньюмана в Exile была не столько атеистической, сколько еретической; она не отрицала существование Бога, а, напротив, провозглашала его доброту. Вскоре после выхода альбома Ньюман объяснил следующее: 

Лично я вообще не верю в Бога, но если я ошибаюсь и Бог есть, то что это был бы за Бог, который дал бы нам мир, в котором мы живём?

### Композиция и музыка
Открывающий трек и сингл с альбома «Dominion Day» задаёт тон готик-/индастриал-рока альбома, описывая, как кошмар человека становится явью, когда Христос возвращается на Землю в сценах, напоминающих Книгу Откровения. Действие композиции разворачивалось на фоне стены синтезаторов, лупов ударных и искажённых гитар. «Dark», в котором далее исследовалось то, что композитор считал «кровосмесительными отношениями между Богом и дьяволом», стал фаворитом трейлеров фильмов, прежде чем был использован в саундтреке к фильму Алекса Пройаса «Тёмный город». «Dead Heaven» перевернул различные библейские представления с ног на голову (Мария скорее разорена, чем почитаема Тремя мудрецами), в то время как в «Absolution», перезаписанная версия сингла 1995 года, была горьким размышлением о последствиях беспрекословной веры; она была записана Амандой Гоуст на трибьют-альбоме Random.

## Выпуск и продвижение
Американское издание Exile включало один бонус-трек — концертную запись «Down in the Park», ранее выпущенную на двойном альбоме Ghost (1987 г.); Ньюман, который не одобрил её включение, предположил, что его лейбл звукозаписи сделал это, чтобы связать его с группой Marilyn Manson и другими артистами, которые недавно сделали кавер на песню. Расширенная версия Exile, почти вдвое длиннее оригинала, была выпущена в 1998 году. Ньюман совершил турне по Великобритании и США в поддержку альбома, собрав в основном аншлаговые толпы, концертная запись этого периода под названием Live at Shepherd’s Bush Empire (американское название Live in London) в конечном итоге была выпущена в 2004 году.
Exile хорошо был принят и значительно помог восстановить репутацию Ньюмана у критиков, как и трибьют-альбом Random. Random был выпущен незадолго до Exile и в нём приняли участие такие музыканты, как Деймон Албарн и Jesus Jones, на которых оказал влияние Ньюман. Ньюман совершил турне по США в поддержку Exile, своих первых концертов в Соединённых Штатах с начала 1980-х годов.

### Выпуск ремастера
21 июля 2021 года Вон Джордж объявил на своём канале YouTube после интервью с Гэри Ньюманом и его нынешним продюсером альбомов Эйдом Фентоном, что Sacrifice (1994 г.), Exile (1997 г.) и Pure (2000 г.) будут переработаны с нуля в соответствии с текущими стандартами производства более современных альбомов, выпущенных Фентоном, таких как Savage и Intruder. На момент выхода его видео Sacrifice и Pure были полностью записаны, в то время как производство Exile было приостановлено из-за выхода Intruder. Не было никаких намёков на потенциальную дату выпуска альбомов, хотя, скорее всего, это произойдет в 2022—2023 году.

## Отзывы критиков
| Оценки критиков | Оценки критиков |
| Источник        | Оценка          |
| --------------- | --------------- |
| AllMusic        | [ 6 ]           |

Несмотря на небольшой успех в чартах, Exile получил почти повсеместно положительные отзывы, что контрастирует с ситуацией в ранние годы Ньюмана, когда у него было много хитов, но в целом критики осуждали его. Exile хорошо был принят и значительно помог восстановить репутацию Ньюмана у критиков, как и трибьют-альбом Random. Random был выпущен незадолго до Exile и в нём приняли участие такие музыканты, как Деймон Албарн и Иисус Джонс, на которых оказал влияние Ньюман. Однако это ещё больше оттолкнуло некоторых фанатов, которых отпугнул антирелигиозный подтекст ещё на Sacrifice. Веб-сайт www.remindmetosmile.com изменился со страницы дани уважения на страницу, открыто критикующую Человека за то, что он «настолько смел, что чувствует, что может насмехаться над Богом и чувствовать себя хорошо от этого». Ответ Ньюмана был следующим: 

Такая реакция всегда поражает меня. Здесь есть люди, которые искренне верят, что Бог создал всю эту чёртову вселенную всего за шесть дней, без чьей-либо помощи, и всё же они, похоже, думают, что Ему нужна их помощь, чтобы справиться с маленьким мной. Если бы Бог беспокоился обо мне, Он бы имел дело со мной.

## Список композиций
Слова и музыка всех песен — Гэри Ньюман.
| №                   | Название             | Длительность |
| ------------------- | -------------------- | ------------ |
| 1.                  | «Dominion Day»       | 4:52         |
| 2.                  | «Prophecy»           | 5:05         |
| 3.                  | «Dead Heaven»        | 5:23         |
| 4.                  | «Dark»               | 4:30         |
| 5.                  | «Innocence Bleeding» | 4:26         |
| 6.                  | «The Angel Wars»     | 5:04         |
| 7.                  | «Absolution»         | 5:00         |
| 8.                  | «An Alien Cure»      | 6:09         |
| 9.                  | «Exile»              | 6:47         |
| Общая длительность: | Общая длительность:  | 47:14        |

| №                   | Название                  | Длительность |
| ------------------- | ------------------------- | ------------ |
| 10.                 | «Down in the Park» (Live) | 5:10         |
| Общая длительность: | Общая длительность:       | 52:24        |

| №                   | Название             | Длительность |
| ------------------- | -------------------- | ------------ |
| 1.                  | «Dominion Day»       | 7:50         |
| 2.                  | «Prophecy»           | 9:01         |
| 3.                  | «Dead Heaven»        | 7:52         |
| 4.                  | «Dark»               | 7:34         |
| 5.                  | «Innocence Bleeding» | 6:55         |
| 6.                  | «The Angel Wars»     | 9:40         |
| 7.                  | «Absolution»         | 6:28         |
| 8.                  | «An Alien Cure»      | 9:50         |
| 9.                  | «Exile»              | 8:57         |
| Общая длительность: | Общая длительность:  | 74:07        |

## Участники записи
- Гэри Ньюман — вокал, гитара, клавишные, продюсирование, микширование, инженеринг
- Майк Смит — клавишные
- Роб Харрис — гитара

Производственны персонал
- Саймон Шазелл — мастеринг
- Джон Бернс — повторный мастеринг
- Джемма Уэбб — асситент инженера, художественное оформление
- Крис Поэл — художественное оформление
- Курт Эванс — дизайн
- Нуфедерация — дизайн
- Джозеф Культис — фотограф
- Перу — фотограф

## Позиции в чартах
| Чарт (1997 г.)                   | Высшая позиция |
| -------------------------------- | -------------- |
| Великобритания (UK Albums Chart) | 48             |

| Чарт                              | Сингл                    | Высшая позиция |
| --------------------------------- | ------------------------ | -------------- |
| Великобритания (UK Singles Chart) | «Absolution» (1995 г.)   | 91             |
| Великобритания (UK Singles Chart) | «Dominion Day» (1998 г.) | 89             |